# Is er nog plaats in de schuilkelder?
Is er nog plaats in de schuilkelder? ("Finns det någon plats i skyddsrummet?", WEA 24.9987-7) är en nederländsk singel av Cornelis Vreeswijk släppt 1982.
- A-sida:  Is er nog plaats in de schuilkelder?
- B-sida: Wij leven in een welvaartsstaat